# Luc de Fougerolles
Pour les articles homonymes, voir Fougerolles.
Luc de Fougerolles, né le 12 octobre 2005 à Londres en Angleterre, est un joueur international canadien de soccer. Il joue au poste de défenseur au FCV Dender EH, en prêt du Fulham FC. Il possède également la nationalité britannique.

## Biographie

### Jeunesse et formation
Luc de Fougerolles est né à Londres,,. Il commence le football à l'âge de cinq ans au BHFC Battersea, club du sud de Londres,,. Puis, il rejoint à huit ans les équipes jeunes du Fulham FC, où il gravit les échelons,,,. Le 20 juin 2023, il est nommé « étudiant de l'année » à Fulham — grâce à ses notes,.

### Parcours en club
Le 6 avril 2023, il signe son premier contrat professionnel avec son club formateur, à dix-sept ans seulement,,,. Il participe ensuite à la pré-saison avec l'équipe première, lors des Summer Series (en). Il dispute les trois matchs de la tournée américaine,,.
Après plusieurs rencontres de championnat sur le banc des remplaçants au cours desquelles il n'entre pas en jeu, il fait sa première apparition en tant que titulaire avec l'équipe première en EFL Cup contre Ipswich Town le 1er novembre 2023. Il reçoit alors des critiques élogieuses de la part de Marco Silva,.
Le 11 juillet 2025, il prolonge son contrat de quatre années avec Fulham, soit jusqu'en juin 2029,. Le 30 juillet, afin de lui donner un peu plus d'expérience, les Cottagers décident d'envoyer de Fougerolles vers Dender et le championnat belge, sous la forme d'un prêt d'un an sans option d'achat.

### Parcours en sélection
Possédant à la fois la nationalité britannique et canadienne, il est éligible pour la sélection de l'Angleterre mais aussi pour le Canada, pays dont il possède des origines ― son père étant né à Montréal,,.
Le 5 avril 2022, il est sélectionné avec les moins de 20 ans pour un camp d'entraînement au Costa Rica, afin de préparer le championnat de la CONCACAF des moins de 20 ans. Cependant, il est testé positif au Covid-19 et déclare forfait avant le début du camp,,.
Le 5 octobre 2023, il est convoqué pour la première fois en équipe du Canada par le sélectionneur — par intérim — Mauro Biello pour participer à un match amical, contre le Japon à Niigata, — mais n'entre pas en jeu. Le 8 novembre, il est de nouveau convoqué, cette fois pour les quarts de finale de la Ligue des nations face à la Jamaïque — à laquelle il assiste depuis le banc. Puis, le 12 mars 2024, il est convoqué pour le match de barrage de la Copa América contre Trinité-et-Tobago,,. Il est le plus jeune joueur convoqué.
Le 23 mars 2024, il honore sa première sélection en entrant en fin de match — à la place d'Ismaël Koné — contre Trinité-et-Tobago,. La rencontre se solde par une victoire 2-0 des Canadiens et se qualifient pour la première fois pour la Copa America.
Le 15 juin 2024, il est retenu dans la liste des vingt-six joueurs canadiens sélectionnés par Jesse Marsch pour disputer la Copa América 2024,. Il est l'un des joueurs les plus jeunes du tournoi. Le 13 juillet, il est titularisé pour la première fois en sélection face à l'Uruguay, lors du match pour la troisième place,.

## Statistiques

### Statistiques en club
| Saison                | Club                  | Championnat           | Championnat | Championnat | Championnat | Coupe nationale | Coupe nationale | Coupe nationale | Coupe de la Ligue | Coupe de la Ligue | Coupe de la Ligue | Canada | Canada | Canada | Total | Total | Total |
| Saison                | Club                  | Division              | M.          | B.          | P.d.        | M.              | B.              | P.d.            | M.                | B.                | P.d.              | M.     | B.     | P.d.   | M.    | B.    | P.d.  |
| 2023-2024             | Fulham FC             | Premier League        | 0           | 0           | 0           | 0               | 0               | 0               | 1                 | 0                 | 0                 | 2      | 0      | 0      | 3     | 0     | 0     |
| 2024-2025             | Fulham FC             | Premier League        | -           | -           | -           | -               | -               | -               | -                 | -                 | -                 | 5      | 0      | 1      | 5     | 0     | 1     |
| Sous-total            | Sous-total            | Sous-total            | 0           | 0           | 0           | 0               | 0               | 0               | 1                 | 0                 | 0                 | 7      | 0      | 1      | 8     | 0     | 1     |
| 2025-2026             | FCV Dender EH (prêt)  | Division 1A           | 3           | 0           | 0           | -               | -               | -               | -                 | -                 | -                 | -      | -      | -      | 3     | 0     | 0     |
| Total sur la carrière | Total sur la carrière | Total sur la carrière | 3           | 0           | 0           | 0               | 0               | 0               | 1                 | 0                 | 0                 | 7      | 0      | 1      | 11    | 0     | 1     |